# Flavine

Allgemeine Struktur von Flavinen. Die verschiedenen Flavine unterscheiden sich durch den Rest R, beispielsweise befindet sich hier beim Riboflavin eine Ribitylgruppe

Die Flavine sind eine Gruppe natürlicher gelber (lat.: flavus) Farbstoffe, denen das Ringsystem des Isoalloxazin zu Grunde liegt. 
Eine wichtige Substanz dieser Gruppe ist das zum Vitamin-B-Komplex gehörende Riboflavin (auch: Lactoflavin, Vitamin B2), das als Bestandteil (prosthetische Gruppe) von Wasserstoff-übertragenden Enzymen, den sogenannten Flavoproteinen, im Stoffwechsel der Zelle für die Atmungskette eine große Bedeutung hat.
Flavine sind wasserlöslich.
Paul Karrer erhielt 1937 den Nobelpreis für Chemie für seine grundlegenden Arbeiten zur Stoffgruppe der Flavine.

## Wichtige Flavine
- Riboflavin (Vitamin B2)
- Flavinmononukleotid (FMN), Riboflavin-5-phosphat
- Flavinadenindinukleotid (FAD)